# 死生観
死生観（しせいかん）とは、死と生に対する見方をいう。

## 宗教上の死生観
バラモン教における死生観には「輪廻」があり、人は何度も転生し、また動物なども含めた生類に生まれ変わるとされている。このような再生思想は、農耕民族によくみられるものであり、輪廻の概念も元は先住民ドラヴィダ人のものであったといわれている。輪廻の思想は、古代インドにおいて、多くの思想家、またウパニシャッドによって業（行為）の思想と結びつけられ、高度に理論化されて、ヒンドゥー教や仏教にも継承され、東南アジア世界や東アジア世界における死生観にも大きな影響をあたえてきた。なお、インド起源の宗教においては、肉体は単に霊魂の容れものにすぎないとみなされるところから人の遺体は火葬されるが、ユダヤ教、キリスト教、イスラーム教、儒教などにおいては基本的に土葬され、火葬は禁忌とされる。
中国においては、伝統的に、死後も生前と同様の生活がつづくものという考えがある。おもに道教の祭祀から考慮すると、そこでは「明器」と称される現実で使用される道具の一連のミニチュアや紙でつくった貨幣などが副葬される。また、秦の始皇帝の陵墓に附設された「兵馬俑」には、秦始皇の死後も皇帝を護衛するための実物大の陶製の兵士が副葬されており、そこでも死後は生の延長上にあるという発想がみてとれる。
朝鮮半島における王陵の発掘成果からは、死後は生の延長上にあるという中国的発想はむしろほとんどみられない。
古代エジプトの人々にとっては、死はむしろ新たな人生への始まりであった。セトに殺され、イシスによって蘇った農耕神オシリスの復活をなぞることによって、ファラオもまた復活できると信じられていた。「オシリス化」は、初めはファラオだけができるものとされていたが、時代が下ると庶民まで広がった。死後の世界はドゥアトと呼ばれ、この世と同じ生活を送れるその世界での肉体を得るためには遺体をミイラ化することが必要と考えられていた。死者が冥界を通過するためには幾多の試練を受けねばならず、それを無事に通過できる呪文を伝えるためにピラミッド・テキスト（en:Pyramid Texts）や『死者の書』などが書かれた。
ユダヤ教やキリスト教、イスラーム教においては、人は死んでも永遠に墓のなかに眠るのではなく、最後の日には呼び戻されて審判を受け、永遠の生命を与えられる者と地獄へ墜ちる者とに分けるという「復活」の思想がある。そのため、上述したように遺体を焼くことは禁忌であり、むしろ破門や死刑以上の重罪とみなされる。異端や魔女への極刑が火刑であったゆえんである。
日本においては、死んだらどこへ行くかについて、『日本書紀』に根の国、古事記には黄泉国という表記で表される地下の世界があり、イザナギとイザナミにまつわる話がよく知られている。これは、ギリシャ神話のオルペウスに類似していることが、つとに指摘されている。死後の世界は、昔の日本では黄泉路（黄泉の国）と言われて来たが、仏教が普及してからは、死後の世界のイメージは教義の極楽と習合し、キリスト教の教義が一般的に普及すると天国とも混同されるようになった。仏教教義においては、因果応報説にもとづいて、生前善い行いをしたものが行くとされる死後の世界（極楽・天国）と、悪い行いをしたものが行く世界（地獄）は別々であることが、明確に分けられた。
また、死後の世界がどこにあるかについて、日本の民俗学では、山中他界説、山上他界説、海上他界説などの説明をしている。
なお、死の寸前まで行って甦った人の体験談も数多く出ていて、そうしたものを総合して臨死体験というが、本当の「死」は本人には絶対体験できないものである。その意味で臨死体験は「死にかけた」体験というのが適切であり、死後の世界を説明する根拠には乏しい。

## 哲学の死生観
現代では、哲学も死生観を担っている。古典哲学の形而上学的世界観では死生観は宗教上の立場と余り変わらないものであった。例えば古代ギリシアの哲学者プラトンはソクラテスに善き人、特に禁欲思惟した哲学者の魂は「幸福者の島」に入り、放埒に生きた権力者などは奈落（タルタロス）へ、ギリシア神話のミノスら3人の裁判者が死者の魂を選別するという話を語らせている。その後も超越的存在の信仰、死後の世界といった宗教的要素は中世のスコラ哲学などを通っても根強く残っていた。

## 軍事的観点からみた死生観
戦場という常に死の危険性がある特異な環境で行動することとなる軍人にとって、死生観の有無はその思考・行動・リーダーシップに影響する。欧米ではキリスト教や騎士道を中心とした一定の死生観が構成されているため比較的人びとの間で共有される傾向にあったが、日本では社会的に共有される死生観の形成は難しいと指摘されることがある。ただ第二次世界大戦までは武士道、国家神道、仏教（特に禅宗）によって構成されていた。
なお、アメリカ同時多発テロ事件におけるテロが"Kamikaze Attack"として報道されたように、欧米ではむしろ、自爆や自殺行為、自己犠牲としての自死を、日本人特有の死生観であるとしてとらえる見方が依然強い。

## 日本における死生観

### 古代・他界観
日本での死生観を最初に記述したものとしては『古事記』・『日本書紀』等の神話が挙げられる。『日本書紀』には根の国、『古事記』には根之堅洲国という表記で表される葦原中国との境界にある黄泉比良坂という黄泉（死後の世界）に入り込む異次元の断層のあることが仮想され、イザナギが死んだ妻・イザナミの奪還を試みるがタブーを犯してしまい、目的を果たせず黄泉比良坂に障壁を立てて変わり果てたイザナミから逃げ帰る話がある。この障壁の岩・千引石は生者の居るこの世と死者の世に境界を引く訣別の意志の現れである。また「其の黄泉坂に所塞（さや）りし石は、道反之大神（ちかへしのおおかみ）と号（なづ）く。また黄泉戸に塞り坐す大神とも謂ふ（「亦所塞其黄泉坂之石者 號道反大神 亦謂塞坐黄泉戸大神」『古事記』）とあり結界石の神を配置したことが分かり、イザナギが「此よりな過ぎそ（来るな）」といい杖を投げ「岐神」となった（「因曰 自此莫過 即投其杖 是謂岐神也」『日本書紀第6の一書）あるいは禊ぎ祓いの際投げ棄てた杖が「衝立船戸神」になった（「禊祓也 故於投棄御杖所成神名 衝立船戸神」『古事記』）とも合わせていずれも境の神の性格を持っている。そのため土地の境に石を置き塞（さえ）の神を祀るようになる。女人結界や姥捨山の石もやはり他界との境界石であると柳田國男は言う。日本は山がちの地形で山岳信仰もあった為修験道の道場としても発達した。
また地下と同じく海上他界の信仰もあり、古い神道の祖形が残っているといわれる沖縄（琉球）ではニライカナイとして知られる。『出雲国風土記』出雲郡宇賀郷の条には海浜になつきの磯という岩があり、その西近くに窟戸（洞窟）があってそこに行く夢を見た者は必ず死す、故に黄泉の坂黄泉の穴と云う、という伝承（「自礒 西方 有窟戸 高廣 各六尺許 窟内 在穴 人 不得入 不知深浅也 夢 至此礒之邊者 必死 故 俗人 自古至今 號黄泉之穴也」）を記している。ここには浜の穴が海上他界へと繋がるという発想を見ることが出来ると、民俗学者の折口信夫は指摘している。常世の国として表される観念もあり、記紀には少彦名神が粟の茎にはじかれて、海の彼方の常世の国に渡って行ったという話や田道間守の時じくの香の木の実の話、『丹後国風土記』逸文などの浦島伝説にも出て来てこの世と比べ時間が長く流れるのが特徴となっている。ひとつ興味深い例が『日本書紀』皇極天皇紀にあり、常世の虫というのが現世に表れたので都鄙の人「富来たれり」と言い清座に置き歌い舞ったと記されている。
常世を使う文脈の中には蓬萊山、神仙といった神仙思想に基づくと思われる言葉が多々表れることから仏教以前の道教など外来からの影響を指摘する声もあるが、後の隠れ里などに見るように民衆の間の理想郷として定着していった。
日本列島は国土の七割が山地が占められ、山岳信仰の発達する素地が整っていたが文献上で見る限り記紀などの神話には山中他界の描写はみられず、『竹取物語』富士山のくだりに神仙思想が窺われるくらいに留まる。本格的に山中他界が看取されるのは越中立山に関してで、『延喜式』には立山の神名が「雄山神」とあり噴火口周辺に地獄谷などがある一帯が聖地化していた節が窺える。長久元年（1040年）の『本朝法華験記』の一節を元にして『今昔物語集』にも地獄谷に死霊が集まるという話を記述している。後には（他界との象徴的な）境界石を立てた先の山中に山伏らが籠もる修験道が各地で発達してゆく。これらの霊山の近くには前出の地獄谷の他三途の川・賽の河原などといった『往生要集』の地獄変相図様の地名のあることが多く仏教の影響が大きいことが窺える。

### アニミズムと霊魂観
八百万の神に代表されるように古くからある神道はアニミズムの色を帯びていて、無機物である岩などにも注連縄をして祀っているのはその一端である。言霊信仰というのも言葉に力が宿るという考えだが体内から出る息に霊魂を見る発想で息すなわち風である。「生霊」の観念はその表れで古くはどの時点で死んだと言えるか明確でない時代があった。殯（もがり）の風習はその一例で魂（たま）が完全に遊離しない限りは復活の希望があると見なし魂振り・魂鎮め（後、鎮魂に意味が転化）を行う。これは天の岩戸を開いた天鈿女命の神話に由来するとされる（『古語拾遺』）。ここからは、天照大神が隠れることは、象徴的な死であり、岩戸を開いたことは日の出すなわち復活＝黄泉がえりという示唆が導かれる。古くは疫病などは悪しき風によって起こると考えられたらしく「風邪」が元は広く疫病のことを指し邪霊の所為と考えられていたと柳田は『風位考』で指摘し、
「まきむくのあなしの山に雲ゐれば雨ぞ降るちふ帰りこわがせ」
という歌を引き後に穴師神社が建てられ祀ることとなったと考察する。小学館『日本国語大辞典』では「あなぜ（「あな」は感動詞、「せ」は風の意。「あなじ」とも）」とあり船を苦しめる悪い風としている。後に触れる御霊信仰の一つ牛頭天王を祀るところでははっきり疫病神を鎮める性格を持っている。牛頭はまた現在の鬼のイメージの元でもある。現在一般にイメージされる姿は平安時代頃羅刹の姿が混入して定着したものだが「鬼」という字は漢字に当てたもので時代を遡ってみると「もの」という言い表しがたい存在（隠の意に相当）に行き着く。これはおそらく祖霊のことで、喜ばしいものと受け取った形は盆行事、歳神を迎える正月などの祖霊信仰に見て取れる。愛知・長野・静岡の山深くに伝わる花祭りでは出る翁と鬼は共に山から祝福に来る者であるが、ここでは幸をもたらすものと災いをもたらすものの区別が曖昧になり、両者の共通ルーツを示唆している。御霊会（訓ではみたまと読み、元々悪い霊という意味はなかった）も不慮の死を遂げた死者の霊の魂鎮めに変化していく。『往生要集』にも「一切の風の中には業風を第一とす。かくの如き業風、悪業の人を将ゐ去りて、かの処にいたる」という表現が見える。これらは正統的教義とは別に民間信仰に根強く伝わっていったのであった。
霊魂が浄土などの彼岸に行ったままではなく帰って来ることもあるという観念と関連して、中国やインドなどに分布する輪廻との関係も見逃せない。両者は一種の霊魂不滅という点で共通するからである。ずっと後の近世にも転生の話が伝わっており、平田篤胤の蒐集した勝五郎蘇生譚について詳しいものが『柳アン（かんむりが大の弇）雑筆』にある。それによると勝五郎九歳の時、武蔵国多摩郡程窪村（現日野市）の農民藤蔵の生まれ変わりを証明して世間の注目を集めたという。時代は更に遡り『曽我物語』で知られる曾我時致（五郎）の霊は死して伊豆国田中荘の五郎太夫に再生し、兄曾我祐成（十郎）の冥苦を救ったという。さらに五郎は常陸国水戸六地蔵寺の僧恵範に三生し、武田晴信（信玄）に四生、長谷小池坊専誉僧正に五生、六波羅蜜寺の恵範に六生したという話を伝えている。これらの伝承は戦中の「七生報国」の観念と鑑みると興味深い。

### 平安の変遷
仏教も伝来以来日本人の死生観に最も影響を与えたものの一つであった。飛鳥・奈良時代を通じてまでは遣唐使など中国・朝鮮と行き来があり文化をそのまま受容する風が強かったが、平安時代に菅原道真の進言で遣唐使が廃止されると、国風文化を始め文化の独自色が強まっていく。仏教も独特の発展を遂げ、釈迦の死後2000年経つと像法を経て末法の世が来るという末法思想が広がり、永承7年（1052年）が末法到来の始まりとして有力視された（『扶桑略記』永承七年正月二十六日に「今年始めて末法に入る」と記されている）。貴族を中心として阿弥陀仏による往生を願う阿弥陀来迎図が広まり、1052年にはその思想を反映した平等院鳳凰堂が藤原頼通によって建てられ、「極楽いぶかしくば宇治の御寺（平等院。宇治にあった）をうやまへ」とまで言われるようになる。浄土教が創始され広く定着させたのは僧源信の手による『往生要集』（985年）の功績が大きかった。この中では「厭離穢土、欣求浄土」の念が強調され穢れた土地・現世からの離脱、浄土という他界への往生が説かれる。それを裏付けるかのように現世に繋がる地獄の凄惨な様子を執拗に描いて浄土との対応を際立たせ、厭世・往生への志向を後押しするものになっていた。この志向は後、浄土へ向かおうとする補陀落渡海にも影響を与える。
日本神話での黄泉の世界は、死の穢れという意識こそあるものの善悪という教条的・道徳的価値観は伴っていない。仏教が入ってきてから、善者と悪者の魂の行方が選別される観念が広がってきたが原始仏教そのままで伝わったのではなく、ヒンドゥー教のヤマ神が原形の閻魔が死者の裁きの場に出るなど状況は少し複雑である。これには習合という現象を考えてみなければならない。もともと外来の宗教が地元に定着するには土着の信仰による、いわば土壌が無いと根付き芽を出すのは難しく、その際土着信仰に添ったいくらかの変容を伴う。キリスト教ではクリスマスが典型である（詳細は項目を参照）。閻魔の場合は、中国の道教的影響が入り泰山府君の死の神の性質を受け継いで同一視されたため、実際に描かれる閻魔の服装も中国風になっている。日本では小野篁と同一視されて、浄土（極楽）と地獄を行き来する同じ伝説が残っている。その際用いられたのは井戸とされ、六道珍皇寺等に伝わっている。井戸は前述した風土記の黄泉の穴と同じく古い日本人の他界観念にも繋がっていた。。のち、漢訳仏典による十王信仰によって、閻魔の本地仏は地蔵菩薩とされ神仏習合は進む。地蔵菩薩は前述の塞の神・道祖神と習合して道の辻などに祀られるようになる（知らない所の道や境は死の隠喩で「他界へ旅する」という表現もある）。一方日本人の心では祟る霊すなわち怨霊という観念もあり無我を是とする純粋な仏教的教義には馴染まなかったが折口は六道の一つ餓鬼との習合を指摘し、地蔵菩薩はその救済を担うこととなる。
葬制の変化も認識の変化を促したと思われる。古来の日本の葬制は土葬で、これは甕棺墓や鎌倉で大量に出土する人骨などに認めることが出来る。火葬が始まり室町時代にほぼ普及するまでには長い時間を要したが、貴族など教養階級の間では早くから定着していたとみえ平安時代の『源氏物語』では鳥部山で火葬の煙を詠む箇所がある。穢れの観念も屍体の腐敗を伴う土葬と無縁では無かろうし、例えば記紀で描写される死んだイザナミの腐乱した様は人々の恐怖心を窺わせる。それに対し来迎図の仏は上方から紫雲に乗って降りてくるように描かれ、土中の陰湿感は払拭されている。
来迎図に関しては当時独特の信仰儀礼・臨終行儀があり、『往生要集』で説かれているものを基としている。著者の源信はまず、死に臨んだ病者を無常院という一堂に安置すること、その病者の目前に金色阿弥陀仏像を置き、仏像の手に五色の糸を結びつけて病者にもう片方の端を握らせる設えを整えることから説く。そして病者が臨終の際何を見たかの報告、話せなければ看病人から積極的に聞くこと。罪相を観ることがあれば共に念仏を称え罪を滅すべきことを源信は勧める。この儀礼の際は視覚的イメージが一貫して重視され、看病人達も共有することが求められている。源信は儀礼を仏画に適用することも認め、京都知恩院所蔵の法然上人絵巻、同金戒光明寺の山越阿弥陀図に窺うことが出来る。浄土教からは死後への往生志向が更に進んで、『一言芳談』（1330年頃）のように「今生は一夜の宿り、夢幻の世、とてもかくてもありなむ」「死を急ぐ心ばへは、後生の第一のたすけにてあるなり」という死に急ぎの立場も出てきた。「厭離穢土、欣求浄土」の概念を考えるとこういう立場が出ても不思議ではない。

### 武家を中心とした死生観
上述のように平安時代は死生観が変遷する上で重要な転機を迎えた時代であったが、もう一つ重要な変化も起きていた。武士の台頭である。武士は職業柄、死と隣り合わせでありまた仏教の殺生戒に触れるためか一般に来世はあまり語られていない。日本の軍記物の最初とされる『平家物語』は冒頭が「祇園精舎の鐘の声、諸行無常の響きあり」で始まるとおり仏教色の濃い作品であるが、平清盛の病死は剛毅な遺言を残し「むなしき土とぞなり給ふ」で結んだり、平維盛の段では雅さを描き（桜の花に喩えられる）「後生菩提の妨げとなりける口惜しさよ」と思いながらも念仏を唱えて入水するように武士の個性が表される。だが死生観の面では「むなしき」感を見落としてはならない。また怨霊の恐ろしさも強調されていて最後の建礼門院の語りが鎮魂の役を務めるかのようになっている。
『平家物語』の舞台は貴族的な平安の末期であったが、武家政権が成立した時代以降は戦場での死に向き合わざるを得ない武士の意識を大きく反映した死生観が育っていった。それがよく表れるのは死を前にした辞世の句である。
四十九年　一睡の夢　一期の栄華は　一盃の酒にしかず　柳は緑にして花は紅　　上杉謙信
また辞世（死去前）の句か意見が分かれるところがあるかもしれないが決死の状況（桶狭間における少人数突撃）を前にした有名な言として
「此時、信長敦盛の舞遊ばし候 人間五十年 下天の内をくらぶれば 夢幻のごとくなり  一度生を得て成せぬ者はあるべきかと候て」 - 『信長公記』太田牛一　での織田信長
引用元は「人間五十年 化天の内をくらぶれば、夢幻のごとくなり 一度生を受け滅せぬ者の有るべきか」 - 幸若舞「敦盛」第三段 熊谷の発心
いずれも今生を夢幻と捉えたものであるが、儚いと観じながらもそれをおのずから・当たり前のこととして生ききったという感慨が出ている。上の二句の他にも羽柴秀吉、明智光秀ら多数が夢ないしはそれに通じたところのある無常観を詠んでいる。夢として詠うのは武士に限らず、例えば平安時代に成立して仏教の「諸行無常、是生滅法、生滅滅已、寂滅為楽」の偈を意訳したという
色は匂へど　散りぬるを　我が世誰ぞ　常ならむ　有為の奥山　今日越えて　浅き夢見じ　酔ひもせず 
いわゆるいろは歌であるが、ここでは「浅い夢など見ないで、（何処かへ）越えて行こう」という同じ無常観に立ちながらも違う姿勢が見える。仏教と無縁ではないが同じ言葉を扱いながらも独自の意味を込めているのが武士の特色といえる。武士の死生観は命に執着することを「恥」とし、この世における「名」を重んじるものであった。これは後世江戸幕府が論拠とした儒教にも連なる。

### 中世・隠者の死生観
中世はまた「侘び（わび）」「寂び（さび）」という日本独自の美学上の概念を生んだ時代でもあった。ここでは、当時は少数派であったものの後世へ影響力が大きかった隠者文学における死生観を扱う。
隠者とは俗世との交わりを避け隠遁する者達で、西行、鴨長明、兼好法師（近世ではあるが松尾芭蕉も）が代表的な隠者文学者とされる。隠者の環境は厳しいところがあり、最低限の草庵での閑寂がその場であったがそれに安まらず旅に出る者も多かった。動機は強い無常観であり精神生活を支えるものは美と信仰であったという。彼らは旅の中でわびしい花鳥風月を多く詠み、芭蕉は『笈の小文』のなかで「鳥獣を離れて、造化にしたがひ、造化へかへれとなり」と述べる。この造化とは造物神によって創られた森羅万象、大自然の意である。
美の観念は言葉に説明しがたい性質のものであるが西行の句を例に挙げてみる。
「(A)津の国のなにはの春は夢なれや　(B)蘆の枯葉に風わたるなり」　　
(A)でなには（難波）の春のように一切は夢であると感じること
(B)その一切は夢だということを蘆（あし）の枯葉のさびしさに象徴させて感じること
この二つを合わせることで蘆の枯葉に一切万有のさびしさが感じられる風情を帯びるわけである。
さび系の美とは万有の悲しみ（無常）を美の中に（具体的には一木一草などに）見ることであったがその行き着いたところは死への美的安心であった。それは以下の句に表れている。
願はくは　花のもとにて　春死なむ　その如月の　望月のころ　　西行
中世文学研究者の石田吉貞によると「わび」は隠者生活の物質的側面、わびしい質朴さを基調とするものから出、「さび」は前述したように無常をものの中に見出しそこに美を感じ取るものであるという。

### 町人を中心とした死生観
江戸時代は武家の開いた幕府であったが、参勤交代などで武士の経済力が弱まり相対的に町人の立場が強くなると彼らを中心とした文化の興隆を見ることとなる。この時期での変遷は、「浮世」という用例の変化に象徴的に表れている。浮世絵で有名なこの言葉はもと「憂世」と書き、前述した仏教の穢土のように否定的なニュアンスを持っていたが、江戸時代になると「儚いから」厭う、というものが転じてどうせ「儚いのなら」刹那の間は楽しく過ごそうという用法に変わっていく。いわゆる浮世享楽であるがこの源泉としては『閑吟集』で歌われている恋歌が、時代こそ遡るものの武士や僧ではない庶民の心を表した点で近いと考えられる。『閑吟集』の精神をよく表しているのは
なにせうぞ　くすんで　一期は夢よ　ただ狂へ
というものがあり近世に入っての用法でも
夢の浮世をぬめろやれ、遊べや狂へ皆人　　仮名草子、『恨之介』（作者不詳、17世紀初頭）
という表現が見え（「ぬめろやれ」は「浮かれ歩け」というような意味）、近世の恋愛文学でも浮世はたびたび使われる（「浮世」には男女の仲という意味や、当世風のという意味もあり浮世絵はこの用い方）。この延長上に「心中」という観念はある。著名なものに近松門左衛門の『曽根崎心中』があり、お初の心境として「色に焦がれて死なうなら、しんぞこの身はなり次第」つまり恋に焦がれて死ぬのであればこの身はどうなってもかまわない、と描写される。

### 現代の死生観
21世紀の日本では無宗教化が進行している。神棚や仏壇のある家は2002年時点で50.3%と半数に下がり宗教が衰退する一方、いわゆる迷信の信仰はいまだ盛んである。
若者の間で流行したなろう系と呼ばれる文学ジャンルでは、交通事故や過労死で死んだのち異世界に転生して大活躍するというものが多く、バブル崩壊以降の時代を反映しているといわれる。